# Parsa Dewadh
Parsa Dewadh – gaun wikas samiti w środkowej części Nepalu w strefie Dźanakpur w dystrykcie Mahottari. Według nepalskiego spisu powszechnego z 2001 roku liczył on 1516 gospodarstw domowych i 9527 mieszkańców (4653 kobiet i 4874 mężczyzn).